# Théodule Ribot (psykolog)
Théodule-Armand Ribot, född 18 december 1839 i Guingamp, död 9 december 1916 i Paris, var en fransk psykolog.
Ribot utbildades vid lyceet i Saint Brieuc. År 1856 började han undervisa; från 1862 vid École Normale Supérieure. Från 1885 undervisade han i experimentell psykologi vid Sorbonne. 1888 utnämndes Ribot till professor. Framför allt är han känd för sina studier och teorier om regressioner och atavismer.  